# Fosterela tubulatus
Fosterela tubulatus is een zeepokkensoort uit de familie van de Balanidae. De wetenschappelijke naam van de soort is voor het eerst geldig gepubliceerd in 1924 door Withers.